# Slobojanske
Slobojanske o Slobojànskoie (en ucraïnès Слобожанське i en rus Слобожанское) és una vila de la província de Khàrkiv, Ucraïna. El 2021 tenia 13.862 habitants.